# Phá vỡ cặp hạt nhân trong phân hạch
Sự phá vỡ cặp hạt nhân trong phân hạch là một chủ đề quan trọng trong lĩnh vực vật lý hạt nhân trong nhiều thập kỷ. "Cặp Nucleon" dùng để chỉ các hiệu ứng ghép cặp nucleon ảnh hưởng mạnh đến tính chất của một hạt nhân.
Các đại lượng được đo lường nhiều nhất trong nghiên cứu về phân hạch hạt nhân là điện tích và các mảnh khối lượng mang lại cho uranium-235 và các hạt nhân phân hạch khác. Theo nghĩa này, các kết quả thử nghiệm về phân bố điện tích cho sự phân hạch năng lượng thấp của các đồng vị actinide thể hiện sự ưu tiên đối với một đoạn Z chẵn, được gọi là hiệu ứng chẵn - lẻ đối với năng suất điện tích.
Tầm quan trọng của các phân phối này là do chúng là kết quả của việc sắp xếp lại các nucleon trong quá trình phân hạch do sự tương tác giữa các biến tập thể và các cấp hạt riêng lẻ; do đó chúng cho phép ta hiểuv về một số khía cạnh của động lực của quá trình phân hạch. Quá trình từ điểm "yên ngựa" (khi hạt nhân bắt đầu tiến hóa không thể đảo ngược thành phân mảnh) đến điểm phân mảnh (khi các mảnh vỡ được hình thành và tương tác hạt nhân giữa các mảnh phân tán), hình dạng hệ thống phân hạch thay đổi nhưng cũng thúc đẩy các hạt nhân đến mức hạt kích thích.
Bởi vì, đối với các hạt nhân chẵn Z (số proton) và thậm chí N (số neutron), có một khoảng cách từ trạng thái cơ bản đến trạng thái hạt kích thích đầu tiên, điều này có được bởi việc phá vỡ cặp nucleon - các mảnh vỡ với Z có xác suất cao hơn được sản xuất hơn những đồng vị có Z lẻ.
Việc ưu tiên phân chia Z (thậm chí N) được hiểu là sự bảo toàn siêu lỏng trong quá trình hạ xuống từ điểm yên ngựa đến điểm phân mảnh. Việc không có hiệu ứng chẵn - lẻ có nghĩa là quá trình đó khá "nhớt".
Trái ngược với quan sát đối với việc phân phối điện tích, không quan sát thấy hiệu ứng chẵn - lẻ đối với số khối (A). Kết quả này được giải thích bởi giả thuyết rằng trong quá trình phân hạch luôn luôn có sự phá vỡ cặp nucleon, có thể là cặp proton hoặc cặp neutron phá vỡ trong phân hạch năng lượng thấp của uranium-234, uranium-236, và plutonium-240 được nghiên cứu bởi Modesto Montoya.